# Chrysilla
Chrysilla is een geslacht van spinnen uit de familie springspinnen (Salticidae).

## Soorten
De volgende soorten zijn bij het geslacht ingedeeld:
- Chrysilla albens Dyal, 1935
- Chrysilla deelemani Prószyński & Deeleman-Reinhold, 2010
- Chrysilla delicata Thorell, 1892
- Chrysilla doriai Thorell, 1890
- Chrysilla kolosvaryi Caporiacco, 1947
- Chrysilla lauta Thorell, 1887
- Chrysilla pilosa (Karsch, 1878)